# Muscle biceps fémoral

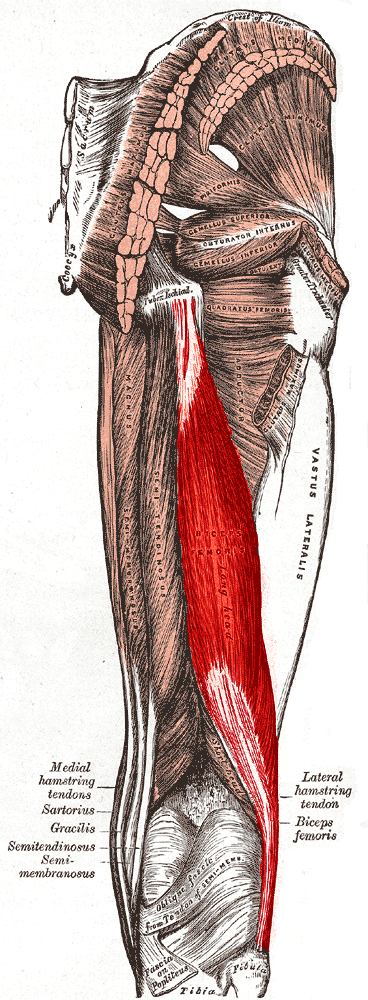
Le long chef du biceps fémoral

Le muscle biceps fémoral (ou muscle biceps crural) est un muscle du membre inférieur situé dans la cuisse.
Il se situe dans la loge fémorale postérieure et fait partie des muscles ischio-jambiers.

## Description
Le muscle biceps fémoral est un muscle long et volumineux qui relie l'os coxal et le fémur à la fibula et au tibia. C'est un muscle bi-articulaire : articulation coxale et articulation du genou.
Il est composé de deux chefs : un chef long qui se fixe sur l'os coxal, un chef court qui se fixe sur le fémur.

## Origine

### Chef long du muscle biceps fémoral
Le chef long se fixe par un tendon commun avec le muscle semi-tendineux sur la face postérieure de la tubérosité ischiatique.

### Chef court du muscle biceps fémoral
Le chef court se fixe sur la moitié inférieure de la lèvre latérale de la ligne âpre en dedans de l'origine du muscle vaste latéral.

## Trajet
Le chef long du muscle biceps fémoral descend sur la partie externe de la face postérieure de la cuisse où il fusionne, derrière le condyle latéral du fémur, avec le chef court du muscle biceps fémoral qu'il reçoit sur sa face antérieure.

## Terminaison
La fusion du chef long et du chef court se termine par un tendon commun qui s'insère :
- sur le versant antéro-latéral de la tête fibulaire,
- sur le condyle latéral du tibia,
- par une expansion sur le fascia crural.

## Innervation
Le chef long est innervé par le nerf tibial, le chef court par le nerf fibulaire commun, branche du nerf ischiatique.

## Vascularisation
Il est vascularisé par l'artère ischiatique, les artères perforantes et l'artère poplitée.

## Anatomie fonctionnelle
Sa contraction permet la flexion du genou, et l'extension de la hanche ainsi que la rotation latérale (ou externe) du tibia (et donc du genou).
Il est antagoniste du muscle quadriceps fémoral.

## Galerie

Le chef long du muscle biceps fémoral
Le chef court du muscle biceps fémoral
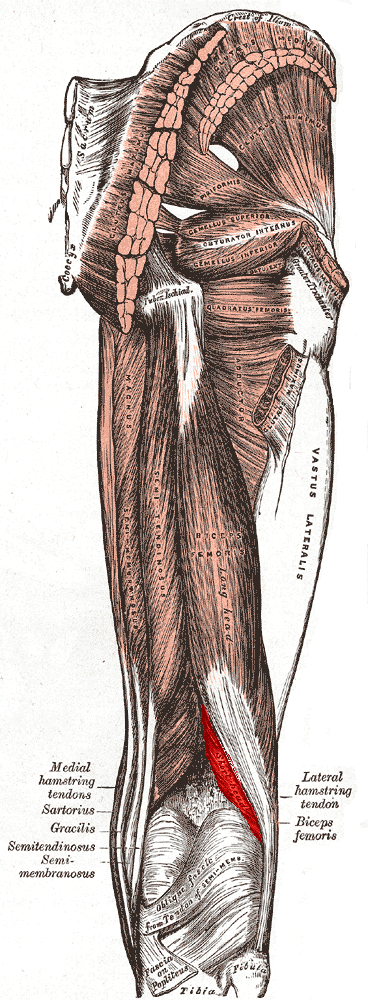
Le court chef du biceps fémoral
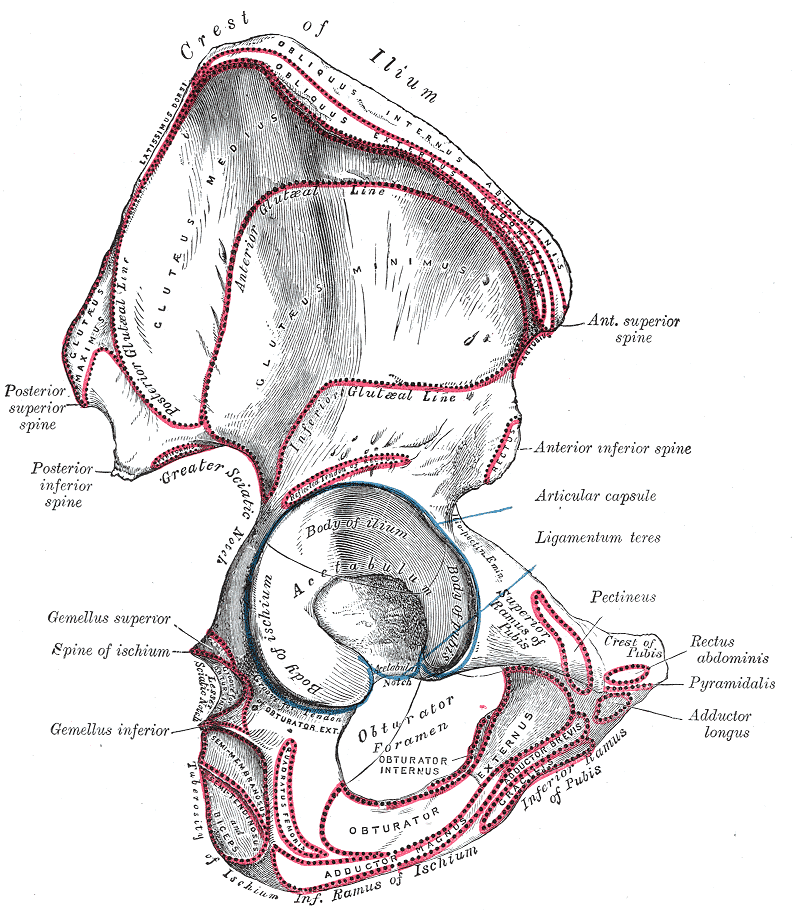
Os coxal. Vue externe
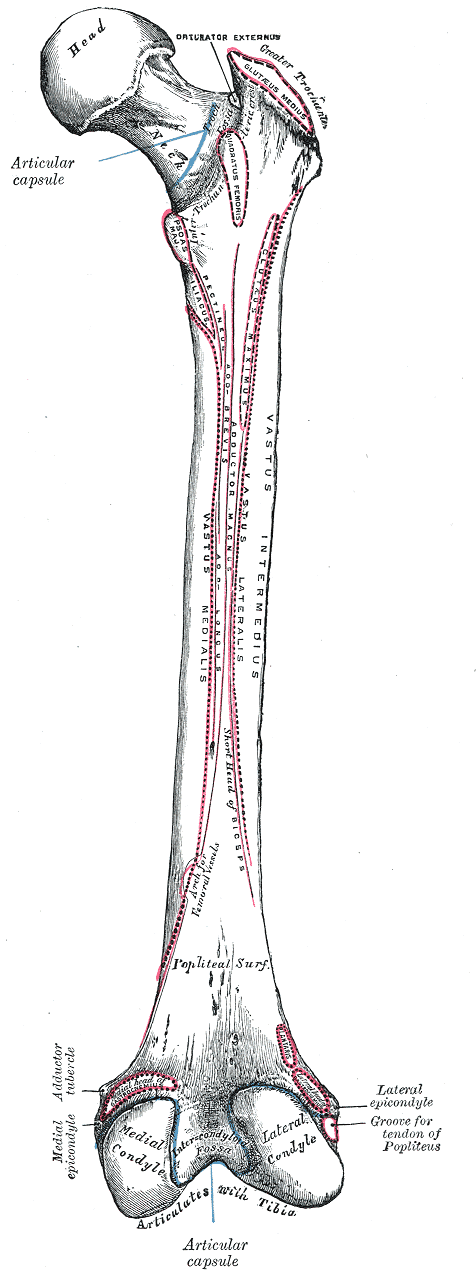
Le fémur. Vue postérieure
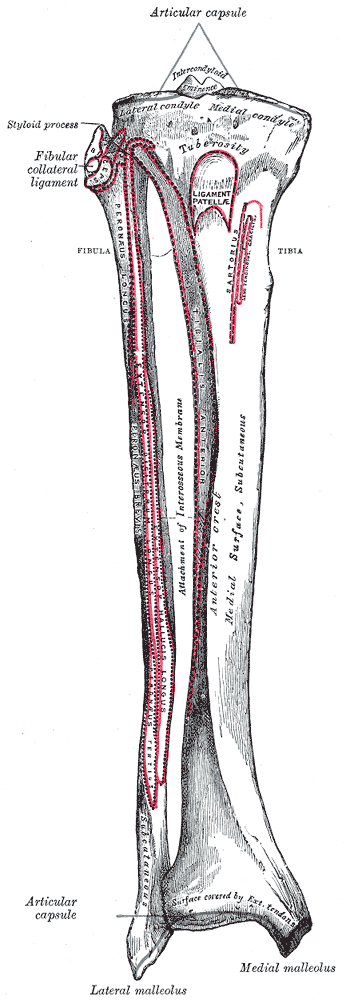
Les os de la jambe droite.Vue antérieure.
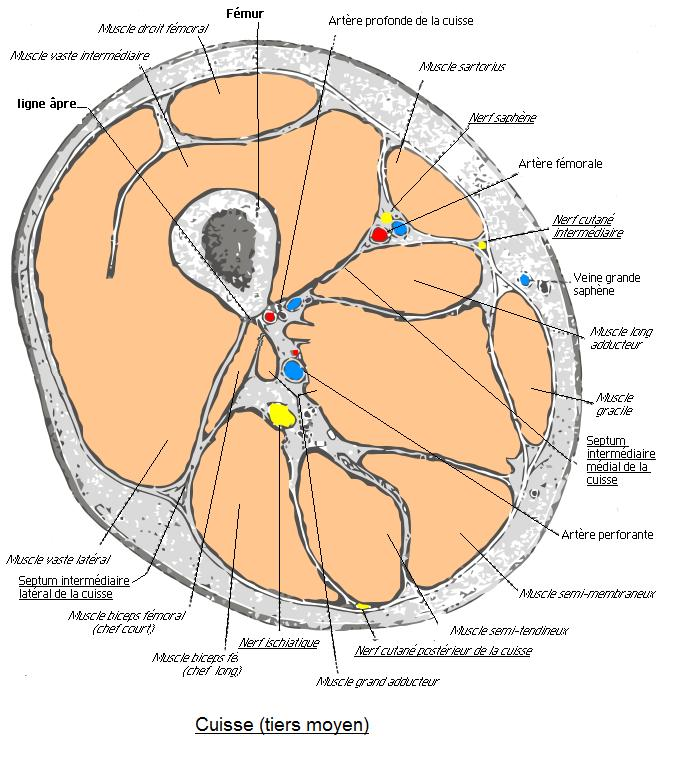
Coupe transversale de la cuisse (tiers moyen).
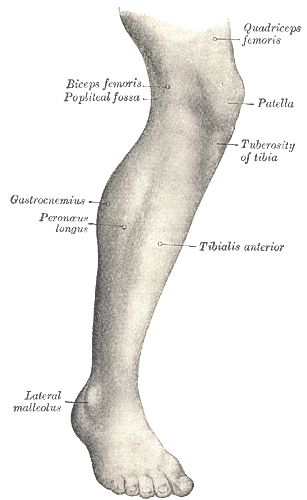
Les muscles de la face externe du genou.
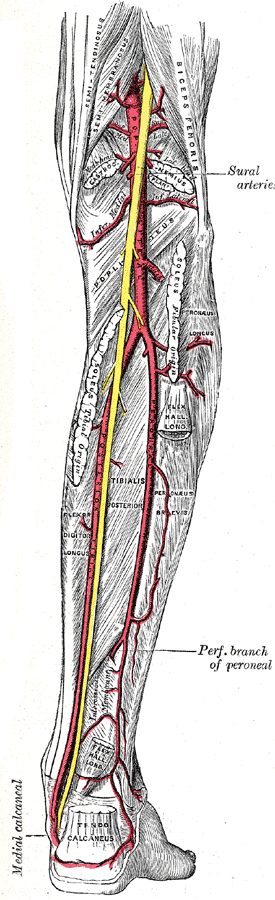
Les artères de la face postérieure du membre inférieur.
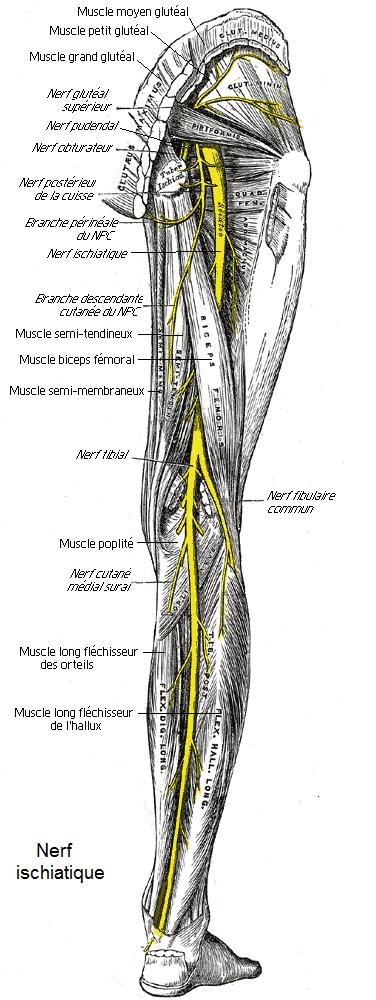
Les nerfs de la face postérieure du membre inférieur.
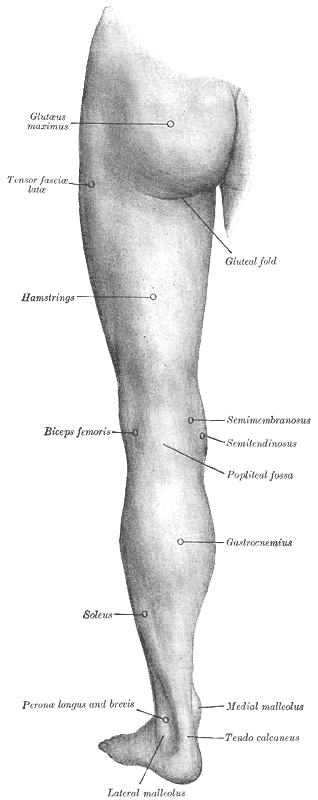
Face postérieure du membre inférieur.